# Floyd Cramer
Floyd Cramer (27. října 1933 – 31. prosince 1997) byl americký klavírista. Byl samoukem. Po dokončení střední školy hrál v rozhlasovém pořadu Louisiana Hayride. Svůj první singl s názvem „Dancin' Diane“ vydal v roce 1953. Později následovala řada dalších singlů, stejně jako velké množství alb. Během své kariéry spolupracoval s mnoha hudebníky, mezi něž patří například Bobby Bare, Roy Orbison, Elvis Presley, Johnny Cash a Patsy Cline. Zemřel na karcinom plic ve věku 64 let. V roce 2003 byl uveden do Rock and Roll Hall of Fame. Kromě klavíru hrál také na varhany.